# Komicja centurialne
Komicja centurialne (łac. comitia centuriata) – jeden z typów zgromadzenia ludowego (komicjów) w  starożytnym Rzymie. Podobnie jak pozostałe mogło występować jako zgromadzenie ustawodawcze, sądowe lub dokonujące wyboru urzędników.
Na komicjach tego rodzaju obywatele rzymscy głosowali zgromadzeni w centurie (podobnie jak na wszystkich komicjach, było to więc głosowanie pośrednie). Według starożytnego historyka  Liwiusza organizacja komicjów centurialnych została wprowadzona jeszcze przez króla  Serwiusza Tuliusza. Podział ludu rzymskiego na 193 centurie wyróżniał pięć klas obywateli według kryterium majątku. Wywodził się on z organizacji wojska w czasach wczesnej  republiki rzymskiej. Ekwici mieli w tym systemie 18 centurii, obywatele pierwszej (najzamożniejszej) klasy majątkowej – 80; klasy od drugiej do czwartej tworzyły po 20 centurii, zaś piąta – 30, do czego dochodziła zaledwie jedna centuria  proletariuszy oraz cztery centurie trębaczy (tibicines i fabri). Centurie oddawały swój głos po kolei, zaczynając od najbogatszych, którzy zazwyczaj rozstrzygali głosowanie dzięki przewadze liczby swoich centurii. Początkowo miało to oddawać większy wkład bogatych w postaci podatków i zakupu uzbrojenia do służby wojskowej – ponieważ ich centurie liczyły mniej członków, na każdego z nich przypadało więcej obciążeń. U schyłku republiki był to już czysto cywilny system głosowania zapewniający klasom wyższym przewagę.
Komicja centurialne zwoływał (i jednocześnie przewodniczył im) urzędnik mający ius agendi cum populo, czyli prawo do zwoływania zgromadzeń ludowych. W tym przypadku mógł to być konsul, pretor, dyktator lub  interrex.
Komicja centurialne zbierały się na Polu Marsowym (campus Martius) i wybierały wyższych urzędników w republice rzymskiej: konsulów, pretorów i cenzorów oraz decydowały o wojnie i pokoju. Komicja te były również organem prawodawczym, czyli uchwalały ustawy (leges).
W zakresie wymiaru sprawiedliwości były one sądem apelacyjnym w sprawach gardłowych. W okresie cesarstwa znaczenie dawnych urzędów i zebrań zmalało, toteż cesarz Tyberiusz zlikwidował komicja centurialne.